# Evippa projecta
Evippa projecta là một loài nhện trong họ Lycosidae.
Loài này thuộc chi Evippa. Evippa projecta được Mark Alderweireldt miêu tả năm 1991.